# The Sims
The Sims (Os Sims em Portugal) é uma série de jogos eletrônicos de simulação de vida real criado pelo designer de jogos Will Wright e produzida pela Maxis. O primeiro jogo da série, The Sims, foi lançado em 4 de fevereiro  de 2000. Os jogos da série The Sims são, em grande parte, jogos sandbox, pois não possuem objetivos definidos (exceto alguns pacotes de expansão posteriores e versões de console que introduziram esse estilo de jogo). O jogador cria pessoas virtuais chamadas "Sims", e administra suas necessidades, humores e desejos. Os jogadores podem colocar seus Sims em casas pré-construídas ou construí-las do zero. Também é possível construir lotes comunitários, como praças, bares e restaurantes. Cada pacote de expansão aumenta as possibilidades de seu respectivo jogo base.  O jogo atraiu legiões de fãs, devido a sua simplicidade e objetividade. Os jogos foram portados e convertidos para diversas plataformas, incluindo Nintendo, computadores, celulares, Playstation, GameBoy Advance, GameCube, Android, iOS e Xbox.
A série The Sims faz parte da Série Sim, iniciada por SimCity, em 1989.

## Jogabilidade

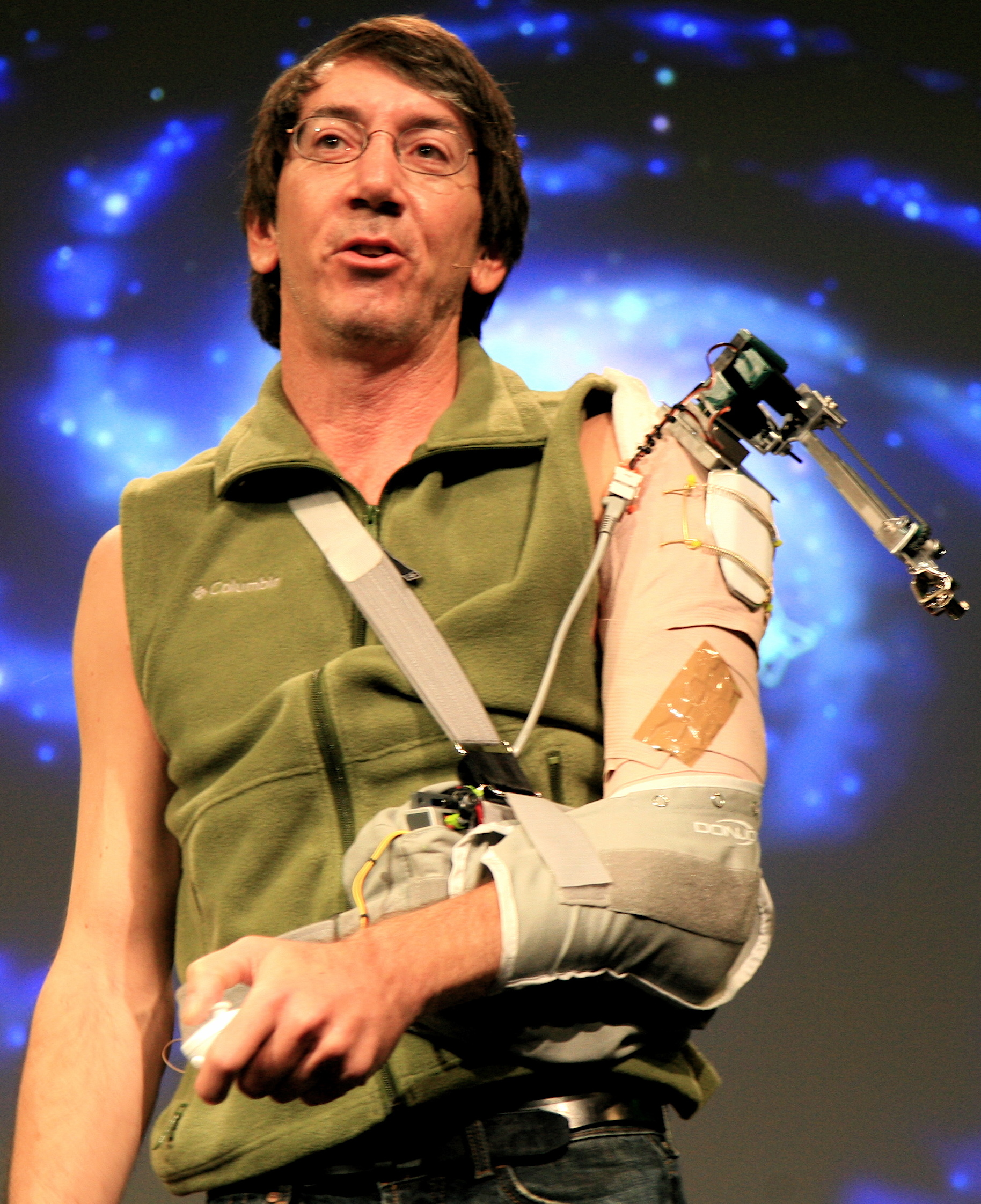
Will Wright, criador da série

Em primeiro lugar, jogo inclui um sistema de arquitetura muito avançado. O jogo foi originalmente projetado para ser um simulador de arquitetura apenas, com os Sims apenas para julgar as casas. Durante o desenvolvimento foi decidido que os Sims eram mais interessantes que as casas e um legado acabava de nascer. O SimCity também foi projetado apenas como um jogo para criar cidades para um jogo de bombardeio que Wright estava criando.
A estrutura interna do jogo é na verdade um programa de simulação na vida real baseado em agentes. O jogador é encorajado a tomar decisões para cada ação realizada pelo Sim, relacionando-se com outras personagens e ambientes, em um mundo virtual completamente interativo.
O jogo é regido pelo conceito da hierarquia de necessidades de Maslow, na qual as necessidades fisiológicas devem ser satisfeitas antes de se pensar em necessidades de relacionamento ou realização. Cada uma dessas necessidades é controlada e assistida pelo jogador em um painel de controle. Quando o Sim está em um nível baixo de higiene, o jogador deve comandar a ação de tomar banho. Quando é a fome que está em baixo nível, o jogador deve comandar a ação de comer, e assim por diante.
As necessidades existentes no jogo original são: Fome, Conforto, Higiene, Banheiro, Energia, Diversão, Social e Ambiente. Nas outras versões do jogo (The Sims 2, The Sims 3 e The Sims 4), as necessidades podem ser ligeiramente diferentes.
O jogo possui, em suas configurações, o nivelamento de autonomia dos Sims. Quanto maior o nível de autonomia configurado, mais independente o Sim será. Assim, por exemplo, quando sua necessidade de Higiene estiver com nível baixo, o próprio Sim assume o comando de ir tomar banho. Com um nível de autonomia baixo configurado, o jogador deve comandar todas as ações. Independente do nível de autonomia configurado, o jogo sempre respeita a hierarquia de necessidades. Ou seja, caso o Sim esteja com um nível de Energia muito baixo e o jogador lançar o comando de praticar jardinagem, o comando será ignorado, pois o Sim não está em condições de realizá-lo.
Caso o jogador desconsidere as necessidades básicas do Sim, este, além de não conseguir realizar outras atividades, ficará com um nível de humor baixo e pode vir a morrer. A saúde financeira é simulada pela necessidade de mandar os Sims para encontrar empregos, ir trabalhar, pagar contas e tirar vantagem de suas habilidades para avançar nos seus empregos. Cada emprego possui um plano de carreira específico, e o Sim pode alternar entre uma carreira e outra.
Além das necessidades básicas, os Sims também apresentam desejos de desenvolvimento de habilidades, relacionamentos, etc. O jogador deve tomar decisões sobre o tempo gasto com essas necessidades de desenvolvimento. O desenvolvimento de habilidades pode acontecer nas áreas de Mecânica, Lógica, Carisma, Físico, Criatividade, entre outras, dependendo da versão do jogo. Para aprimorar o Sim em cada uma delas, deve-se realizar atividades específicas (como, por exemplo, conhecer Sims novos para melhorar a habilidade de Carisma), assistir aulas ou ler livros sobre o assunto. Para desenvolver relacionamentos, os Sims podem receber comandos para interagir entre si, através de conversas, piadas, etc. Quanto mais tempo um Sim passa com outro, melhor seu nível de relacionamento, podendo estes se tornarem amigos, melhores amigos, casados, ou mesmo, caso se desentendam, inimigos.
A apresentação da inteligência artificial do jogo é muito avançada, e os Sims responderão a condições externas por si mesmos, apesar de que frequentemente a intervenção do jogador é necessária para que eles mantenham-se no caminho certo. The Sims tem tecnicamente um valor ilimitado para se jogar novamente, já que não há maneiras de vencer o jogo, e você pode jogar para sempre, pois seus Sims terão filhos e morrerão, seguindo o ciclo da vida. Já foi descrito como mais brinquedo do que jogo.
The Sims reflete aspectos da realidade e isso deixa o jogo notável, especialmente que cada jogo de entretenimento anterior aos Sims usavam um ou mais aspectos de fantasia para entreter (desde personagens Disney a naves alienígenas). Situações simples da vida real, como adotar crianças ou formar relacionamentos trocam aqueles tradicionais objetivos de ganhar pontos e avançar para o "nível do chefão".
Outros jogos e sistemas desde então também abraçaram a noção de jogo sem fim, como a simulação de fazenda Harvest Moon da Natsume ou Animal Crossing mostrando animais falantes, da Nintendo. O jogo é apreciado por muitos jogadores ao redor do mundo.

## Jogos

### Série principal

#### The Sims(2000)

Logotipo da primeira geração.

The Sims é o primeiro jogo desta linha. Lançado em 04 de Fevereiro de 2000, The Sims usa uma combinação de técnicas gráficas em 3D e 2D. Os Sims são renderizados como objetos 3D, mas a casa e todos os seus objetos são pré-renderizados e são mostrados simetricamente. Em 2002 o jogo tornou-se o mais vendido jogo de computador de todos os tempos. Antes da Eletronic Arts, a Activision pensou em comprar a Maxis porém desistiu pensando que os jogos não fariam sucesso.
O jogo possui sete expansões lançadas entre 2000 e 2003 apenas para sua primeira versão, traduzidas para o português brasileiro mas lançadas com o título original em inglês. Essas expansões incluem novos objetos (Gozando a Vida) e ações (Num Passe de Mágica, por exemplo, permite o uso de mágica e feitiços), áreas (Em Férias possui destinos de férias) e personagens (O Bicho Vai Pegar introduz os animais de estimação). Três expansões se concentram em atividades, como festa (Fazendo a Festa), encontros (Encontro Marcado) e se tornar uma super estrela (Superstar)
Com as expansões, The Sims também foi lançado em cinco edições especiais que incluía algumas das expansões, o aplicativo bônus The Sims Creator e novos objetos. A última edição especial lançada foi o The Sims: Coleção Completa, com todas as expansões.

#### The Sims 2(2004)

Logotipo da segunda geração.

A Maxis lançou o The Sims 2 em 17 de setembro de 2004, tendo seu título traduzido em Portugal para Os Sims 2. O jogo foi eleito 2 vezes o melhor jogo eletrônico de estratégia de todos os tempos.
A sequência acontece em um ambiente completamente 3D e muito mais real, oposto a combinação 2D/3D do jogo original. Cada Sim tem sua aspiração específica, que pode ser romance, família, riqueza, conhecimento, popularidade ou prazer, que afeta seus desejos e medos pessoais, e de acordo com essas aspirações há recompensas dadas a família quando certos objetivos, são completados.
O jogo recebeu oito expansões, criando novas atividades (Vida de Universitário para universitários, Aberto para Negócios permite abrir sua própria loja, Vida Noturna com foco na vida noturna, e Tempo Livre adiciona passa-tempos), dando acesso a novos lugares (Bon Voyage adiciona novos pontos turísticos), expandindo o conceito das residências (Vida de Apartamento permite viver em um apartamento, sendo que o jogo original só permite casas) e ter seu bicho de estimação (Bichos de Estimação), desta vez completamente personalizável, incluindo a opção de escolher raças específicas do mundo real ou criar sua própria raça, diferentemente da expansão O Bicho Vai Pegar (da primeira edição do jogo). Quatro Estações introduz no jogo a passagem do tempo, permitindo atividades específicas para cada estação, além de fenômenos naturais característicos para cada uma delas (chuvas de verão, tempestades de neve no inverno, flores e calor na primavera, frutos no outono) e "sensações térmicas" sentidas pelos Sims, que devem se agasalhar para se proteger do frio e evitar exposição ao sol para se proteger de queimaduras.
The Sims 2 recebeu também oito coleções de objetos, um novo tipo de expansão em que não se adiciona uma nova função, local ou personagens, mas somente objetos com um tema em comum. Quatro delas tem foco na residência do Sim: casa de família (Diversão em Família), arquitetura e jardim (Mansões & Jardins), cômodos específicos (Cozinhas & Banheiros: Design de Interiores), incluindo móveis baseados no estilo das lojas IKEA (Lar IKEA). As outras quatro tem objetos de luxo (Glamour), festas e feriados (Pacote Festa de Natal, Happy Holiday e Celebrações), e roupas (H&M Fashion, Estilo Teen com foco em adolescentes).
Com oito pacotes de expansão e oito coleções de objetos, The Sims 2 foi lançado em nove edições especiais. The Sims 2 Deluxe e The Sims 2 Double Deluxe (ou Dose Dupla) possuíam também um DVD bônus com vídeos de dicas e truques.

#### The Sims 3(2009)

Logotipo da terceira geração

O The Sims Studios criou The Sims 3 em 5 de junho de 2009. O The Sims 3 dá a você a liberdade de criar Sims únicos e, então, colocá-los em uma vizinhança repleta de vida e de possibilidades infinitas.
- Nova Vizinhança Viva e Sem Emendas - Seus Sims podem explorar livremente uma vizinhança repleta de vida.
- Novo Criar Um Sim - Crie qualquer Sim, da maneira que imaginar.
- Novas Personalidades Realísticas - Agora, cada Sim é uma pessoa realmente única, com uma personalidade distinta, podendo o jogador escolher traços de personalidade específicos para seu Sim.
- Nova Personalização Ilimitada - Tudo pode ser personalizado por qualquer um.

O The Sims 3 permite que você coloque Sims realmente únicos em uma vizinhança repleta de vida do outro lado da porta de suas casas. A liberdade do The Sims 3 é inspiradora, por conta das possibilidades praticamente infinitas; e divertida, pelos momentos inesperados de surpresa e confusão.
O jogo teve onze pacotes de expansão. Volta ao Mundo trouxe para o jogo a possibilidade de viajar para três lugares baseados em países reais, China, Egito e França. Ambições trouxe novos empregos como escultor, detetive, bombeiro, estilista, tatuador, inventor, entre outros, além da possibilidade de controlar seus Sims enquanto eles estão no trabalho. Caindo na Noite adicionou ao jogo as baladas, boates e bares noturnos, além dos apartamentos e a volta dos vampiros. Gerações trouxe novas atividades para todas as idades: crianças podem ter uma casa na árvore, ter amigos imaginários, adolescente podem pregar peças e ir para o baile de formatura, adultos podem ter a crise de meia idade e idosos podem comemorar os bodas de casamento, além muitas outras novas atividades para cada idade. Pets trouxe os animais de volta ao The Sims 3, cachorro, gatos e até cavalos, além de muitos outros bichos que podem ser comprados ou encontrados pela cidade como cobras, tartarugas, pássaros, etc. Showtime é mais focado na carreira artística, fama e fortuna dos Sims. Foi baseado no The Sims Superstar, pacote de expansão da primeira geração. Possui uma edição limitada da cantora Katy Perry. Sobrenatural deixa o jogador criar e jogar com seres místicos como bruxo(a), lobisomem, fantasma, fada, vampiro e, se o pacote de expansão Showtime estiver instalado, gênio da lâmpada. Estações faz com que seus Sims possam desfrutar das quatro estações do ano, além de curtir os festivais que acontecem ao longo do ano (o dia dos namorados, o dia do floco de neve, o dia assustador e o dia do lazer). Também torna possível jogar com alienígenas. Vida de Universitário faz com que seus Sims estejam prontos para a melhor época de suas vidas. Ir para a universidade traz novas oportunidades, desde conexões sociais até impulsos de carreira. Entre atividades em classe e objetos específicos dos cursos, seu Sim vai descobrir maneiras novas de aprender. Ilha Paradisíaca adiciona ao jogo a possibilidade de se morar em uma ilha, em um barco e ainda construir e administrar um resort 5 estrelas. No Futuro: Última expansão para The Sims 3. Ela inclui a experiência de viajar a três possíveis futuros. Viajando centenas de anos para o futuro, os Sims podem encontrar seus descendentes, e em seguida voltar para o presente e alterar suas escolhas de vida para ver como elas os afetarão. Outra novidade é a possibilidade de construir robôs, que podem ser customizados com diferentes 'chips de personalidade'.                       
The Sims 3 também recebeu nove coleções de objetos, que tem a mesma ideia das coleções de objetos do The Sims 2. Vida em Alto Estilo: Objetos mais modernos, com estilo tecnológico. Vem com brindes especiais para a comemoração de 10 anos de The Sims. Acelerando: Novos carros para seus Sims em estilos clássicos, luxousos, modernos e até um estilo inspirado na fantástica Fórmula 1. Sem esquecer do clássico estilo Rockabilly. Vida Ao Ar Livre: Os Sims ganham novas atividades e objetos focados na vida fora de casa. Namoradeiras externas, fogueiras, artigos de luxo ao ar livre, cachoeira, piscinas descoladas entre outras atividades estão incluídas nesse pacote de objetos. Vida Urbana: Pela primeira vez, um pacote de objetos permite que o jogador reforme não só sua casa, mas toda a cidade. Será possível construir lotes comunitários mais avançados: bibliotecas, academias, playgrounds, lavanderias e muito mais, além de espaços comunitários já prontos, como por exemplo os cafés. Essa expansão potencializa o conceito de arquitetura já característico da série para o nível de urbanismo. {Suíte de Luxo}: Agora seus Sims podem ter aquele clima de romance com novas roupas, objetos de compra e construção, para dar aquele charme de suítes com quartos bem arrumados e românticos e banheiros de puro luxo e um estilo charmoso e belo. Katy Perry Mundo Doce: Uma coleção que traz uma grande variedade de itens de decoração, móveis e, é claro roupas e penteados fabulosos, inspirados nos figurinos e objetos reais da cantora Katy Perry. Esses móveis, decorações e roupas divertidas vão dar um toque de estilo e doçura à vida dos seus Sims. Diesel: É a sétima coleção de objetos de The Sims 3. Transforme o estilo de seus Sims com roupas, acessórios e móveis atuais e prepare-se para uma vida de sucesso. The Sims 3: Diesel contém a última palavra em moda e móveis para seus Sims de uma das marcas de estilo de vida mais populares do mundo: a Diesel. Anos 70, 80 e 90: É a oitava coleção de objetos de The Sims 3. Dê aos seus Sims os visuais mais maneiros e a decoração mais legal do passado com essa expansão de objetos. Use trajes novos, penteados malucos e barbas diferentes. Exiba o visual de discoteca dos anos 70 com um paletó de colarinho largo e calças boca-de-sino, aproveite o glam dos anos 80 com ombreiras e brincos com penduricalhos, ou vista uma camisa de flanela velha para criar o visual selvagem e grunge dos anos 90. Cinema: É a nona e última coleção de objetos da franquia The Sims 3. Traga todo o brilho e glamour de Hollywood diretamente para a casa dos seus Sims! Prepare-se para histórias únicas com decorações, móveis e roupas com o tema singular inspirado pelos gêneros icônicos do cinema. Com uma vasta gama de itens que vão desde uma cama de caverna assustadora a um chapéu de caubói, conte a história de justiceiros mascarados, vaqueiros (e vaqueiras) do velho oeste e inspire-se para criar histórias de terror de arrepiar. Vista seus Sims como lendas da telona ao encontrarem Tinseltown!
Com onze expansões em nove pacotes de objetos, The Sims 3 também foi lançado em edições especiais.
The Sims 3: Edição de Colecionador: Esta edição vem com o The Sims 3 mais guia de estratégia, guia de referência e um carro exclusivo para jogo.

The Sims 3 Edição de Colecionador Deluxe: Esta edição vem com o The Sims 3 mais guia de estratégia, guia de referência, um carro exclusivo para jogo e um Pendrive de 2GB de colecionador. 

Logotipo da quarta geração

#### The Sims 4(2014)
The Sims 4 é o quarto jogo eletrônico de simulação de vida, o quarto da franquia The Sims. A Electronic Arts o anunciou em 6 de maio de 2013, e foi lançado para o Microsoft Windows no dia 2 de setembro de 2014 (confirmada na apresentação na E3), e o lançamento para OS X aconteceu em Fevereiro de 2015.[carece de fontes?]
Assim como nos jogos anteriores, no The Sims 4 você controlará seus Sims em ocasiões que vão do trabalho à diversão e às atividades artísticas. Em relação aos anteriores, a quarta traz como grande novidade emoções mais complexas para os Sims.
As principais características do jogo são:
- Sims Novos: Crie e controle Sims mais inteligentes, mais realistas e mais ricos emocionalmente.
- Inteligência: Os seus Sims vão mover-se e agir mais naturalmente do que nunca, podendo até fazer mais do que uma tarefa ou expressar as suas emoções pela maneira como andam. Escolha as personalidades dos seus Sims, selecione aspirações e explore os objetivos de vida deles por meio dos pensamentos, habilidades sociais, carreiras e lembranças.
- Profundidade Emocional: Pela primeira vez, os Sims sentem e expressam emoções. Eles podem experimentar uma grande variedade e profundidade de estados emocionais e são influenciados por outros Sims, ações, eventos, lembranças ou até mesmo pelas roupas e objetos que você escolhe. As emoções oferecem mais escolhas, dando-lhe a oportunidade de criar histórias mais ricas com ainda mais possibilidades.
- Novas Ferramentas de Criação: Os modos Criar um Sim e Construção serão mais avançados, intuitivos e divertidos do que nunca. Você tem a liberdade para esculpir Sims com precisão tátil. Construa tranquilamente a casa dos seus sonhos com o Modo Construção inédito baseado em cômodos.
- Vizinhanças Cheias de Vida: Escolha ambientes geniais e diversificados para os seus Sims viverem. O visual vibrante dará vida à casa deles.
- Recompensas Vantajosas: Ganhe novos objetos, roupas e traços, completando eventos, descobrindo itens colecionáveis e desbloqueando conquistas.
- Compartilhe as suas Criações: compartilhe os núcleos/famílias dos seus Sims para ganhar fama. Faça o download das criações da comunidade para criar um visual totalmente novo.

O jogo foi lançado com as seguintes edições especiais:
- The Sims 4 Edição limitada: contém o jogo base e o conteúdo digital Alma da Festa.
- The Sims 4 Edição Digital de Luxo: contém o jogo base, o conteúdo digital Alma da Festa, o conteúdo digital A Noite Inteira, a trilha sonora digital e um conteúdo exclusivo da Origin.
- The Sims 4 Edição Premium: contém o jogo base, o conteúdo digital Alma da Festa, o conteúdo digital A Noite Inteira e o guia do criador
- The Sims 4 Edição de Colecionador: contém o jogo base, o conteúdo digital Alma da Festa, o conteúdo digital A Noite Inteira, a trilha sonora digital, o guia do criador e uma figurinha USB interativa.

#### Project Rene / Projeto Rene (Em desenvolvimento)
Em 18 de outubro de 2022, a Maxis anunciou que está trabalhando na próxima geração de The Sims, cujo codinome é "Project Rene". O jogo será multiplataforma, e poderá ser jogado em modo para um jogador ou colaborativo. A customização dos cômodos funciona de forma diferente, em comparação com o The Sims 4, com mais opções de customização para mobílias. Neste projeto, os Modos Compra e Construção podem ser executados em modo multijogador, possibilitando que mais de um jogador customize as construções ao mesmo tempo. O estúdio disse que está trabalhando no desenvolvimento deste título e dará mais informações e atualizações sobre ele.

### Derivados

#### The Sims Online

Logotipo da geração Online.

Em dezembro de 2002, a Maxis lançou o The Sims Online, que recria o The Sims como um MMORPG, onde jogadores humanos de verdade podem interagir uns com os outros.
Apesar de não ser uma falha completamente, as críticas para o The Sims Online foram fracos. Muitos críticos relacionaram o The Sims Online a uma sala de bate-papo onde poucos (se tiver algum) participantes têm algo interessante para falar.
De interesse particular há relatórios de que a comunidade tem se degenerado fortemente, chegando a uma anarquia. Prostituição e outras atividades questionáveis são agora comuns. Naturalmente, isto leva a uma questão de jogos como esse serem propriamente moderados.
Em fevereiro de 2008 a EA tenta dar sobrevida ao jogo, relançando gratuitamente com o nome de EA Land; e em 29 abril de 2008 o jogo foi oficialmente encerrado.

#### The Sims Histórias

Logotipo da geração Histórias.

The Sims Histórias é uma linha de jogos da série Sims que foi desenvolvida especialmente para notebooks e computadores com placas de vídeo on-board.
- The Sims: Histórias da Vida
- The Sims: Histórias de Bichos
- The Sims: Histórias de Náufragos

#### The Sims Carnival
The Sims Carnival foi uma marca de jogos casuais da franquia The Sims. Eram duas linhas de produtos: a primeira, uma comunidade de colaboração coletiva online para a criação de jogos de internet; a segunda, uma linha de títulos de jogos vendidos em lojas de varejo e download digital.

#### The Sims Medieval

Logotipo da geração Medieval.

The Sims Medieval é uma linha de jogos da série The Sims onde o jogo se passa na Idade Média. O título tem uma jogabilidade diferente, é possível criar seus personagens, seus armamentos e sair a uma aventura. O jogo também conta com vários outros tipos de personagens da terra média, bruxos, rainhas, cavaleiros, ferreiros e bardos. Seu personagem terá que sair em missões pelo reino. Se aventurar na floresta, nos mares. Descobrir novas terras, estudar novas linhas de batalha e caçar, entre outras coisas.

#### The Sims Social
A EA Games desenvolveu uma versão especial do jogo para o Facebook, The Sims Social não é nada mais do que um jogo The Sims onde o usuário do Facebook pode interagir com os sims dos amigos, os chamados "vizinhos". No jogo é possível ser conhecido, amigo, melhor amigo, namorado, inimigo ou outras interações com eles.
Em The Sims Social não é possível ter carreiras, já que você esta lá especialmente para concluir desafios, porém é possível aumentar de nível em várias "matérias" (ex: culinária, artes, música...) concluindo trabalhos em diversos instrumentos.
Comprar objetos novos para a casa, é a principal forma de competição entre os outros sims pois a cada semana o jogo aborda um tema diferente incluindo novas decorações, móveis e até roupas.
As mercadorias podem ser compradas com diferentes "moedas":
- Simoleons: São as moedas mais frequentes no jogo, obtidas com quase todas as ações praticadas.
- Pontos sociais: São "diamantes azuis" obtidos na maioria das vezes através de interações com amigos.
- Simcash: Os simcash são moedas douradas, as mais valiosas pois podem ser trocadas com as outras moedas, porém obtidas somente comprando-as no jogo através de cartões de crédito ou até de missões especias de frequência no jogo.

### Consoles e portáteis
The Sims foi levado para alguns consoles de videogames. Apesar das vendas serem respeitáveis, a série não foi um sucesso tão grande quanto a do PC.

#### The Sims
The Sims foi refeito para PlayStation 2, Xbox e GameCube e apresenta algumas modificações de jogabilidade, uma câmera em perspectiva 3D e alguns recursos de alguns pacotes de expansões para PC's: festas, encontros e trabalhos. No entanto, não se pode construir uma casa com dois andares, e há um limitador de objeto para impedir que o jogador construa casas muito grandes e com muitos objetos para que o jogo não demore a carregar.
The Sims Bustin' Out (lançado em dezembro de 2003) é o segundo título da série de consoles The Sims. Os Sims podem andar pela cidade, realizar missões e aumentar suas amizades.
The Urbz: Sims in the City (lançamento no outono de 2004) renomeia os "Sims" para "Urbz" e dá-os atitudes. The Urbz é focado em Sims que vivem em um ambiente urbano.

#### The Sims 2
The Sims 2 (2005), The Sims 2: Pets (2006) e The Sims 2: Castaway (2007) foram lançados para diversas plataformas, incluindo Wii, PlayStation 2, PSP, Xbox e sistemas Nintendo DS. The Sims 2: Apartment Pets (2008) considerado uma sequência de The Sims 2: Pets pela Electronic Arts, foi lançado apenas para o Nintendo DS. Também foi lançado The Sims 2 Mobile (2005) para celulares.
Além disso, a EA lançou vários títulos The Sims para  iPod Nano (3ª and 4ª generações), iPod Classic e iPod (5ª generação). Alguns desses títulos incluem: The Sims Bowling, The Sims DJ, e The Sims Pool.

#### MySims
MySims é uma série de jogos de console criados pela EA para Wii e Nintendo DS (com SkyHeroes sendo a exceção). Eles apresentam personagens parecidos com o estilo Chibi (um pouco menores e semelhantes aos avatares Mii do Wii). O primeiro jogo da série foi lançado em setembro de 2007. Foram lançadas cinco sequências: MySims Kingdom (2008), MySims Party (2009), MySims Racing (2009), MySims Agents (2009) e MySims SkyHeroes (2010).

#### The Sims 3
The Sims 3, The Sims 3: Volta ao Mundo e The Sims 3: Ambições foram lançados para o iPhone/iPod Touch. Além disso, The Sims 3 também foi lançado para Android, PlayStation 3, Xbox 360, Nintendo DS, Wii e Nintendo 3DS. The Sims 3: Pets foi lançado para PlayStation 3, Xbox 360 e Nintendo 3DS.

#### The Sims 4
Versões dos consoles PlayStation 4 e Xbox One foram lançadas em 17 de novembro de 2017.

#### The Sims Freeplay
Esta é uma versão do The Sims feita inteiramente para Android, Ios e Windows Phone, é gratuito como o próprio titulo indica, o jogo tem o mesmo conceito, criar uma família, casar, ter filhos e ainda permite adotar bichos entre eles gatos, cachorros, dragões e até mesmo fadas, ele se assemelha a versão móvel do The Sims 3, melhorada e gratuita.
É um jogo em 3D, muito realista e com belos gráficos. É possível adquirir passatempos, arranjar empregos, ter roupas de casamento e Hallowen, construir pontes, formar monumentos, ETC.
É possível construir castelos, restaurantes, shoppings-centers e outros, o que, garante muita diversão aos Sims, além de muita criatividade do jogador.

#### The Sims Mobile
Lançado para Android e iOS, The Sims Mobile foi anunciado em 9 de maio de 2017, em um trailer de lançamento com uma versão prévia para o Brasil, e foi lançado mundialmente em 6 de março de 2018. Possui elementos de modo multiplayer e história para dar ao jogador uma experiência mais parecida com a das versões para PC.

## Legado

### Série animada
A EA anunciou uma série animada baseada no MySims em desenvolvimento pela Film Roman (estúdio do The Simpsons Movie). Porém, o projeto parece ter sido engavetado e não se tem mais notícias desde o anúncio.

### Filme
Em 25 de Maio de 2007 foi anunciado que a 20th Century Fox teria comprado os direitos para produzir uma Live-action do jogo.
John Davis disse em uma entrevista que no filme dois adolescentes (um de 16 anos e outro de 14) compram, em uma loja de videogame muito estranha, que estava ali só para aquele momento, e aparentemente não era tudo isso, uma expansão chamada Sims Infinity Pack. Eles começam a jogar e percebem que o que eles fazem no jogo reflete no mundo real, conseguindo, assim, controlar o mundo deles.
"Belavista é uma das melhores vizinhanças para se viver, todo mundo é feliz, a grama é sempre verde, as crianças são todas comportadas. Mas o novo morador Andie começa a descobrir a "real" Belavista, onde não só há uma vizinhança cheia de traições, mentiras, enganações, pessoas estranhas como a família Caixão, Don Lotário, a família Novato, mas eles também estão sendo controlados por uma força maior. Andie se assusta ao descobrir que eles estão presos em um vídeo game sendo jogado por milhões de pessoas no mundo inteiro."
Em 2019, pouco tempo após a compra da 20th Century Fox pela The Walt Disney Company, o filme (junto com diversos outros projetos da Fox) foi cancelado sem maiores explicações
No entanto, em 2020 começaram a surgir rumores que a Legendary Pictures estaria desenvolvendo um outro filme de The Sims, ainda estando em estágio inicial de desenvolvimento
Em março de 2024, a LuckyChap, produtora de Margot Robbie, anunciou a produção de um novo filme de The Sims.

## Recepção
A série de jogos é muito aclamada pelos fãs. Em março de 2009, a Electronic Arts anunciou que The Sims, como uma franquia, já vendeu mais de 100 milhões de cópias, em 2012 antes do lançamento do The Sims 4, o SimGuruGraham que trabalha no The Sims Studio disse que a franquia já vendeu mais de 150 milhões de jogos. Classificando assim como uma das franquias mais aclamadas e rentáveis atualmente.